# Somalia-Kontaktgruppe
Die Somalia-Kontaktgruppe (International Contact Group on Somalia, ICG) ist ein internationales Gremium, das im Juni 2006 gegründet wurde und sich über die Bürgerkriegssituation in Somalia berät. Es ist bei den Vereinten Nationen in New York angesiedelt und untersteht seit 2008 dem UN-Sonderbeauftragten für Somalia. Die Schwerpunkte der Gruppe sind die Unterstützung der Übergangsregierung Somalias, die Koordination humanitärer Hilfe sowie Maßnahmen zur Pirateriebekämpfung. 

## Mitglieder
Die Somalia-Kontaktgruppe entstand als informelle Vereinigung einer Gruppe von UN-Botschaftern als Reaktion auf die Machtergreifung der Union islamischer Gerichte Mitte 2006. Zu den Gründungsmitgliedern gehörten die USA, das Vereinigte Königreich, Italien, Norwegen (das den ersten Vorsitz übernahm), Schweden, Tansania sowie die Europäische Union. Die UN sowie die Afrikanische Union erhielten Beobachterstatus. Nicht eingeladen wurden das Nachbarland Kenia, die Arabische Liga (der Somalia angehört) sowie die somalische Regierung selbst, was zu Kritik führte. Als Reaktion darauf wurde die Kontaktgruppe deutlich erweitert und über das United Nations Political Office on Somalia (UNPOS) offiziell den Vereinten Nationen angegliedert. Neben den bisher genannten Staaten und Organisationen gehören inzwischen auch die Ostafrikanische Gemeinschaft und die Intergovernmental Authority on Development der Kontaktgruppe an.